# Fritz Muschler
Fritz Muschler (* 3. Mai 1945 in Haimhausen; † 26. November 2010 in Salzburg) war ein deutscher Komponist.

## Leben
Fritz Muschler komponierte einige Filmmusiken, meist für Filme, bei denen Ulrich König Regie führte. Außerdem schrieb er Volksmusik und Schlager, etwa für Daffi Cramer, Peter Maffay, Love Generation oder Marianne und Michael. Einer der bekanntesten Titel aus seiner Feder ist das Pumuckl-Lied Hurra, hurra, der Pumuckl ist da.
Am 26. November 2010 verstarb Muschler nach kurzer schwerer Krankheit im Alter von 65 Jahren. Er wurde am Salzburger Kommunalfriedhof bestattet (Friedrich Muschler, Gruppe 064, Reihe 03, Ordnung 1, Grabnummer 023–024).

## Werke

### Filmmusik
- 1976 Geheimtip für Tommy
- 1982 Meister Eder und sein Pumuckl
- 1984 Franz Xaver Brunnmayr
- 1986 Hatschipuh
- 1991 Ein Fall für TKKG: Drachenauge
- 1994 TV-Serie: Die Fallers
- 1998 TV-Film: Babyraum – Kinder fremder Mächte

### Schlager
- 1975 Du gehst fort[4]
- 1976 Charly, laß dir einen Bart steh'n[5]
- 1982 Hurra, hurra, der Pumuckl ist da[6]
- 2008 Heut' kuschel ich mit Dir[7]

### Drehbuch
- 1992 TV-Film: Das Glück is a Vogerl[8]